# Weibliche Assentierung
Weibliche Assentierung (Presentació femenina) és una pel·lícula eròtica austríaca deL 1908. Va ser dirigida per Johann Schwarzer.

## Argument
Una comissió militar formada per quatre homes examina set dones amb prou feines una darrere l'altra amb detall per determinar les seves mesures corporals. Això crea situacions estranyes repetidament.

## Prohibició i conservació
Segons el Tribunal Regional de Viena va considerar que la pel·lícula era una burla de l'exèrcit, per tant, va ser prohibida en la seva totalitat i parcialment destruïda. No obstant això, Weibliche Assentierung s'ha mantingut amb grans salts argumentals. Aparentment, parts de la pel·lícula es van tornar a muntar posteriorment.